# Episodi di Hawaii Squadra Cinque Zero (settima stagione)
La settima stagione della serie televisiva Hawaii Squadra Cinque Zero venne trasmessa in prima visione negli Stati Uniti da CBS dal 10 settembre 1974 al 25 marzo 1975.
| nº | Titolo originale                           | Titolo italiano                     | Prima TV USA      | Prima TV Italia |
| -- | ------------------------------------------ | ----------------------------------- | ----------------- | --------------- |
| 1  | The Young Assassins                        | Giovani assassini                   | 10 settembre 1974 |                 |
| 2  | A Hawaiian Nightmare                       | Incubo alle Hawaii                  | 17 settembre 1974 |                 |
| 3  | I'll Kill 'Em Again                        | Omicidi in replica                  | 24 settembre 1974 |                 |
| 4  | Steal Now... Pay Later                     | Rubi ora, paghi dopo                | 1º ottobre 1974   |                 |
| 5  | Bomb, Bomb, Who's Got the Bomb?            | Chi ha messo la bomba?              | '8 ottobre 1974   |                 |
| 6  | Right Grave, Wrong Body                    | Identikit                           | 15 ottobre 1974   |                 |
| 7  | We Hang Our Own                            | Ognuno per sé                       | 22 ottobre 1974   |                 |
| 8  | The Two-Faced Corpse                       | Due volti per un cadavere           | 29 ottobre 1974   |                 |
| 9  | How to Steal a Masterpiece                 | Come rubare un capolavoro           | 12 novembre 1974  |                 |
| 10 | A Gun for McGarrett                        | Un sicario per McGarrett            | 19 novembre 1974  |                 |
| 11 | Welcome to Our Branch Office               | L'altra Five-0                      | 3 dicembre 1974   |                 |
| 12 | Presenting... in the Center Ring... Murder | Pericolo al circo                   | 10 dicembre 1974  |                 |
| 13 | Hara-Kiri: Murder                          | Harakiri: omicidio!                 | 31 dicembre 1974  |                 |
| 14 | Bones of Contention                        | L'uomo di Pechino                   | 7 gennaio 1975    |                 |
| 15 | Computer Killer                            | Computer killer                     | 14 gennaio 1975   |                 |
| 16 | A Woman's Work Is with a Gun               | Donne con la pistola                | 21 gennaio 1975   |                 |
| 17 | Small Witness, Large Crime                 | Piccolo testimone, grande crimine   | 28 gennaio 1975   |                 |
| 18 | Ring of Life                               | Il cerchio della vita               | 4 febbraio 1975   |                 |
| 19 | A Study in Rage                            | Per amore e per rabbia              | 11 febbraio 1975  |                 |
| 20 | And the Horse Jumped Over the Moon         | Un piano perfetto                   | 18 febbraio 1975  |                 |
| 21 | Hit Gun for Sale                           | Il ragazzo che non sapeva aspettare | 25 febbraio 1975  |                 |
| 22 | The Hostage                                | L'ostaggio                          | 11 marzo 1975     |                 |
| 23 | Diary of a Gun                             | Diario di una pistola               | 18 marzo 1975     |                 |
| 24 | 6,000 Deadly Tickets                       | 6000 Biglietti letali               | 25 marzo 1975     |                 |